# 萧全
萧全（1982年9月16日—），中国大陆男歌手、词曲作家、音乐制作人。

## 生平
出生于广西北海市合浦县。他从13岁起开始创作歌曲，先后推出多首音乐作品。2010年初，发行数字专辑《80's生活》。2011年组建电子音乐组合“Party man派对狂人”，在各大派对、演出频繁亮相。2017年11月发表个人单曲《海草舞》，歌曲于次年走红网络。